# Federica di Hohenzollern-Sigmaringen
Federica di Hohenzollern-Sigmaringen (nome completo Friederike Wilhelmine; Sigmaringen, 24 marzo 1820 – Forlì, 7 settembre 1906) è stata una principessa tedesca, marchesa di Pepoli dal 1844 al 1906, in quanto moglie di Gioacchino Napoleone.

## Biografia
Federica era la figlia più giovane del principe Carlo di Hohenzollern-Sigmaringen (1785-1853) e della principessa Antonietta Murat (1793-1847). Suo fratello era il futuro duca e primo ministro prussiano, Carlo Antonio.

### Matrimonio
Ha sposato il 5 dicembre 1844 a Sigmaringen il Marchese Pepoli, Gioacchino Napoleone (1825-1881). Il politico italiano era un nipote del re napoletano Gioacchino Murat e Carolina Bonaparte, sorella dell'Imperatore Napoleone I e per questo erano secondi cugini.
Dal loro matrimonio nacquero tre figlie:
- Letizia (1846-1902), sposò, nel 1868, il conte Antonio Gaddi (1842-1914);
- Antonietta (1849-1887), sposò, nel 1872 il conte Carlo Taveggi (1836-1902);
- Napoleona Luisa (1853-1929), sposò, nel 1872 il Conte Guarini Dominico-Mar Castelfalcino Matteucci (1848-1905).

Nel 1860 il marchese fu ambasciatore italiano a San Pietroburgo.

### Morte
È sepolta nella cappella Pepoli, nella Loggia del Colombario della Certosa di Bologna. Lo scultore Massimiliano Putti per il monumento funebre realizza nel 1868 il gruppo scultoreo del Redentore e anime, mentre il busto di Gioacchino Napoleone Pepoli è di Carlo Monari.

## Ascendenza
|                                      |              |                               | Genitori                        |  |  | Nonni |  |  | Bisnonni                          |  |  | Trisnonni                            |  |
|                                      |              |                               |                                 |  |  |       |  |  | Carlo di Hohenzollern-Sigmaringen |  |  | Giuseppe di Hohenzollern-Sigmaringen |  |
|                                      |              |                               |                                 |  |  |       |  |  | Carlo di Hohenzollern-Sigmaringen |  |  | Giuseppe di Hohenzollern-Sigmaringen |  |
|                                      |              | Maria di Öttingen-Spielberg   |                                 |  |  |       |  |  | Carlo di Hohenzollern-Sigmaringen |  |  |                                      |  |
| Antonio di Hohenzollern-Sigmaringen  |              |                               |                                 |  |  |       |  |  | Carlo di Hohenzollern-Sigmaringen |  |  |                                      |  |
|                                      |              | Giovanna di Hohenzollern-Berg | Francesco di Hohenzollern-Berg  |  |  |       |  |  |                                   |  |  |                                      |  |
|                                      |              | Giovanna di Hohenzollern-Berg | Francesco di Hohenzollern-Berg  |  |  |       |  |  |                                   |  |  |                                      |  |
|                                      |              | Giovanna di Hohenzollern-Berg | Maria Caterina di Waldburg-Zeil |  |  |       |  |  |                                   |  |  |                                      |  |
| Carlo di Hohenzollern-Sigmaringen    |              | Giovanna di Hohenzollern-Berg |                                 |  |  |       |  |  |                                   |  |  |                                      |  |
|                                      |              | Filippo di Salm-Kyrburg       | Enrico di Salm-Leuze            |  |  |       |  |  |                                   |  |  |                                      |  |
|                                      |              | Filippo di Salm-Kyrburg       | Enrico di Salm-Leuze            |  |  |       |  |  |                                   |  |  |                                      |  |
|                                      |              | Filippo di Salm-Kyrburg       | Maria Teresa di Croÿ            |  |  |       |  |  |                                   |  |  |                                      |  |
| Amalia di Salm-Kyrburg               |              | Filippo di Salm-Kyrburg       |                                 |  |  |       |  |  |                                   |  |  |                                      |  |
|                                      |              | Maria Theresa di Hornes       | Massimiliano di Hornes          |  |  |       |  |  |                                   |  |  |                                      |  |
|                                      |              | Maria Theresa di Hornes       | Massimiliano di Hornes          |  |  |       |  |  |                                   |  |  |                                      |  |
|                                      |              | Maria Theresa di Hornes       | Marie Teresa di Melsbroeck      |  |  |       |  |  |                                   |  |  |                                      |  |
| Federica di Hohenzollern-Sigmaringen |              | Maria Theresa di Hornes       |                                 |  |  |       |  |  |                                   |  |  |                                      |  |
|                                      | Pierre Murat | Guillaume Murat               |                                 |  |  |       |  |  |                                   |  |  |                                      |  |
|                                      | Pierre Murat | Guillaume Murat               |                                 |  |  |       |  |  |                                   |  |  |                                      |  |
|                                      | Pierre Murat | Marguerite Herbeil            |                                 |  |  |       |  |  |                                   |  |  |                                      |  |
| Pierre Murat                         | Pierre Murat |                               |                                 |  |  |       |  |  |                                   |  |  |                                      |  |
|                                      |              | Jeanne Loubières              | Pierre Loubières                |  |  |       |  |  |                                   |  |  |                                      |  |
|                                      |              | Jeanne Loubières              | Pierre Loubières                |  |  |       |  |  |                                   |  |  |                                      |  |
|                                      |              | Jeanne Loubières              | Jeanne Viellescazes             |  |  |       |  |  |                                   |  |  |                                      |  |
| Maria Antonietta Murat               |              | Jeanne Loubières              |                                 |  |  |       |  |  |                                   |  |  |                                      |  |
|                                      |              | Aymeric d'Astorg              | Antoine d'Astorg                |  |  |       |  |  |                                   |  |  |                                      |  |
|                                      |              | Aymeric d'Astorg              | Antoine d'Astorg                |  |  |       |  |  |                                   |  |  |                                      |  |
|                                      |              | Aymeric d'Astorg              | Maria de Mary                   |  |  |       |  |  |                                   |  |  |                                      |  |
| Louise d'Astorg                      |              | Aymeric d'Astorg              |                                 |  |  |       |  |  |                                   |  |  |                                      |  |
|                                      |              | Marie Alanyou                 | Jean Alanyou                    |  |  |       |  |  |                                   |  |  |                                      |  |
|                                      |              | Marie Alanyou                 | Jean Alanyou                    |  |  |       |  |  |                                   |  |  |                                      |  |
|                                      |              | Marie Alanyou                 | Louise de Valon                 |  |  |       |  |  |                                   |  |  |                                      |  |
|                                      |              | Marie Alanyou                 |                                 |  |  |       |  |  |                                   |  |  |                                      |  |